# Ейтенз (Нью-Йорк)
Ейтенз (англ. Athens) — місто (англ. town) в США, в окрузі Грін штату Нью-Йорк. Населення — 3916 осіб (2020).

## Демографія
Згідно з переписом 2010 року, у місті мешкало 4089 осіб у 1749 домогосподарствах у складі 1105 родин. Було 2248 помешкань
Расовий склад населення:
| - 94,8 % — білих - 1,8 % — чорних або афроамериканців - 1,1 % — азіатів - 0,1 % — вихідців з тихоокеанських островів - 0,1 % — корінних американців |

До двох чи більше рас належало 1,7 %. Частка іспаномовних становила 3,8 % від усіх жителів.
За віковим діапазоном населення розподілялося таким чином: 20,0 % — особи молодші 18 років, 62,4 % — особи у віці 18—64 років, 17,6 % — особи у віці 65 років та старші. Медіана віку мешканця становила 46,4 року. На 100 осіб жіночої статі у місті припадало 97,6 чоловіків;  на 100 жінок у віці від 18 років та старших — 95,8 чоловіків також старших 18 років.
Середній дохід на одне домашнє господарство  становив 65 183 долари США (медіана — 51 066), а середній дохід на одну сім'ю — 77 536 доларів (медіана — 66 250). Медіана доходів становила 42 049 доларів для чоловіків та 40 536 доларів для жінок. За межею бідності перебувало 13,0 % осіб, у тому числі 9,0 % дітей у віці до 18 років та 17,0 % осіб у віці 65 років та старших.
Цивільне працевлаштоване населення становило 1777 осіб. Основні галузі зайнятості: освіта, охорона здоров'я та соціальна допомога — 30,2 %, публічна адміністрація — 11,9 %, роздрібна торгівля — 11,1 %.